# Vasilis Torosidis
Vasilios "Vasilis" Torosidis (în greacă Βασίλης Τοροσίδης; n. 10 iunie 1985, Xanthi, Grecia) este un fotbalist grec retras din activitate, care a jucat pe post de fundaș lateral la echipe ca Olympiacos și Xanthi. Pe plan internațional, are prezențe la națională pentru Grecia U19⁠(d) și Grecia U21⁠(d).
Pe 23 ianuarie 2013 el s-a transferat la AS Roma la care a debutat 4 zile mai târziu în egalul Romei 3-3 cu Bologna intrând în minutul 73 în locul lui Piris.În data de 24 februarie Torosidis a marcat primul gol pentru
Roma care s-a dovedit a fi golul victoriei la Bergamo contra Atalantei (2-3).

## Palmares
- Superliga Greacă: 2012, 2011, 2010, 2009, 2008, 2007
- Cupa Greciei: 2012, 2009, 2008
- Supercupa Greciei 2007